# Testament of Youth
Testament of Youth är en brittisk biografisk film från 2014 i regi av James Kent. Huvudrollen som den unga engelskan Vera Brittain spelas av Alicia Vikander. Filmen hade förhandspremiär vid Brittiska Filminstitutet 2014, biografpremiär i januari 2015 och Sverigepremiär i april samma år.

## Om filmen
Filmen är baserad på Vera Brittains memoarer med samma namn, Testament of Youth, som publicerades 1933 och blev en bestseller.
Vera Brittain var en självständig ung Oxfordstudent som under första världskriget lämnade universitetsstudierna för att i stället som frivillig sjuksköterska ta hand om krigsskadade engelska och amerikanska soldater i London, Malta och Frankrike. Upplevelserna från kriget gjorde henne till pacifist.

## Rollista i urval
- Alicia Vikander som Vera Brittain
- Kit Harington som Roland Leighton, Veras pojkvän
- Taron Egerton som Edward Brittain, Veras bror
- Colin Morgan som Victor Richardson, vän till brodern
- Dominic West som Mr Brittain
- Emily Watson som Mrs Brittain
- Hayley Atwell som Hope
- Alexandra Roach som Winifred Holtby, författare och vän till Vera
- Miranda Richardson som Miss Lorimer